# Creu de terme (Esparreguera)
La Creu de terme és una obra del municipi d'Esparreguera (Baix Llobregat) inclosa en l'Inventari del Patrimoni Arquitectònic de Catalunya. Aquesta creu marca la delimitació de la vila a la banda sud. Sobre una base quadrangular de dos esglaons hi ha un peu poligonal de pedra. Del centre surt una llarga vara de ferro que acaba en unes tires de ferro forjat que ressegueixen una creu de quatre braços d'inspiració gaudiniana.